# 科帕尔站
科帕尔站（英語：Kopar，车站代码KOPR）是一座位于印度马哈拉施特拉邦塔那县栋比维利的铁路车站，为孟买市郊铁路中央线和瓦赛路-罗哈线的换乘站，两条线路立体交汇。该站不设中央线快车站台。

## 结构
该站的1、2号站台为中央线站台，设于下层（俗称为“下科帕尔”），3、4号站台为瓦赛路-罗哈线站台，设于上层（俗称为“上科帕尔”），两条线路的站台相互垂直，车站南侧为中央线快车及长途列车轨道。各站台之间通过人行天桥连接，中央线东端的人行天桥于2011年启用，西端的人行天桥在2022年启用，并设有售票处。
车站原先只设有瓦赛路-罗哈线站台（上科帕尔），瓦赛路-罗哈线列车从2006年12月1日开始停靠上科帕尔。中央线站台（下科帕尔）则在2007年9月3日启用。

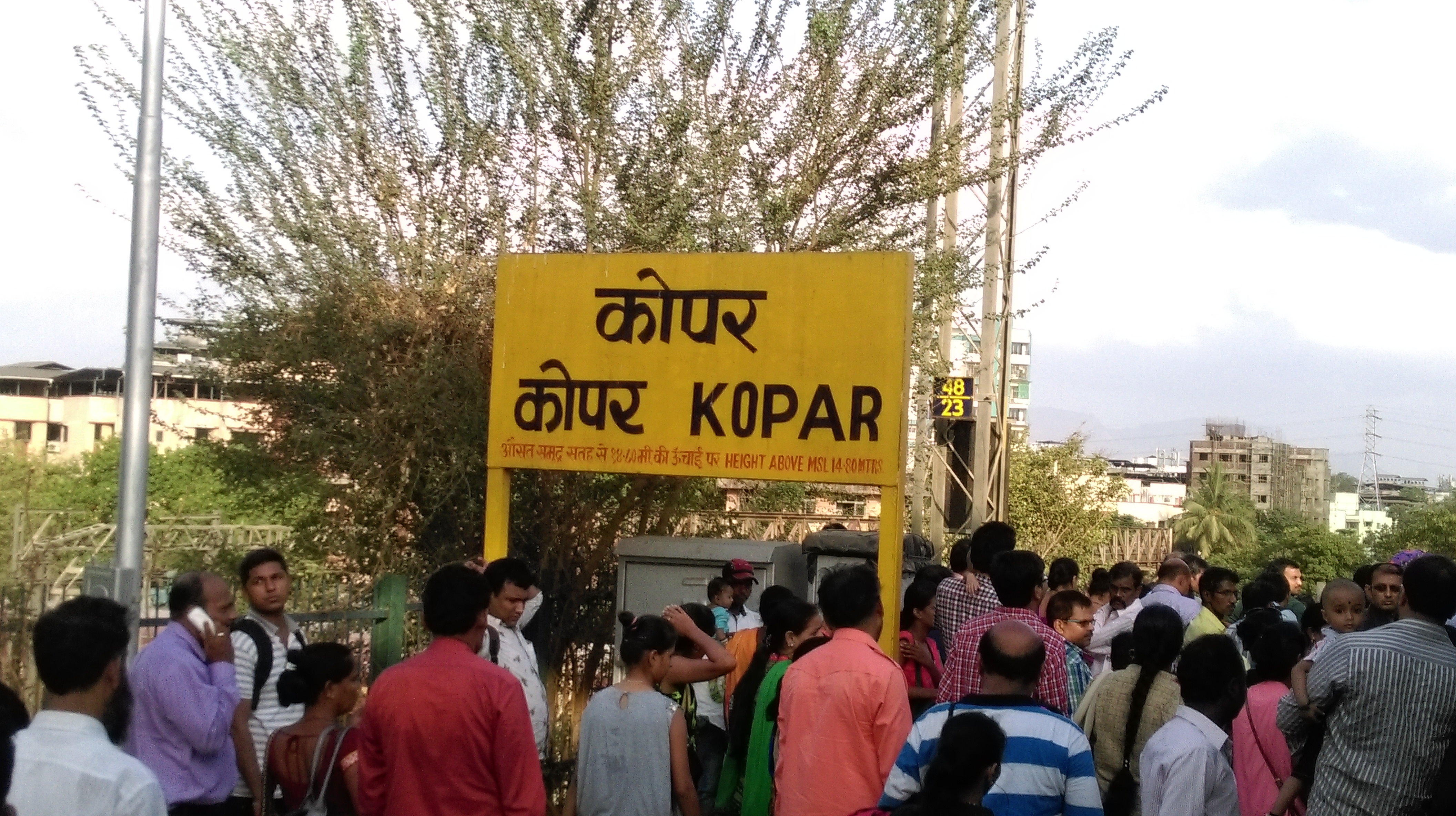
站名牌
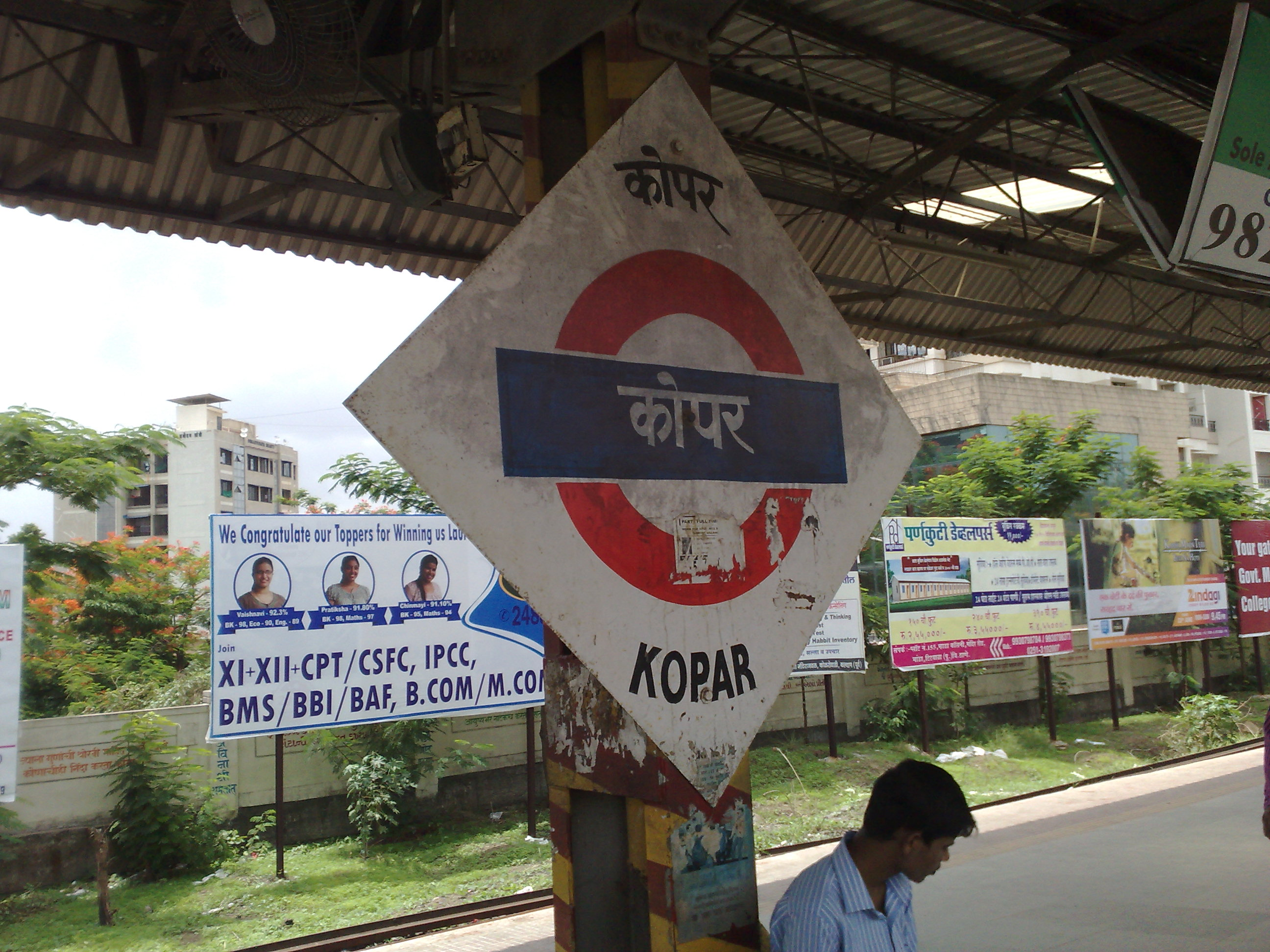
站名牌
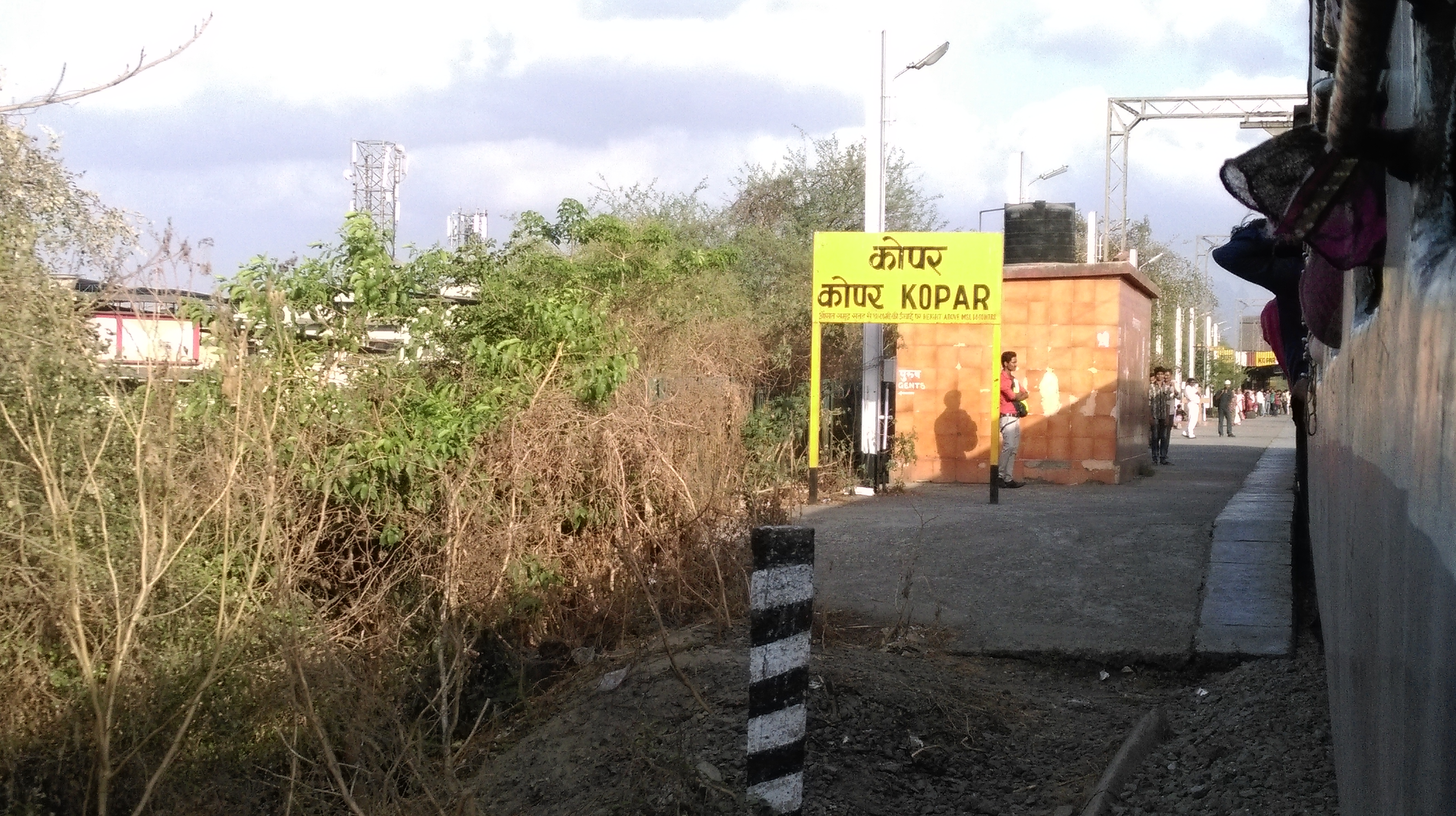
上科帕尔站台
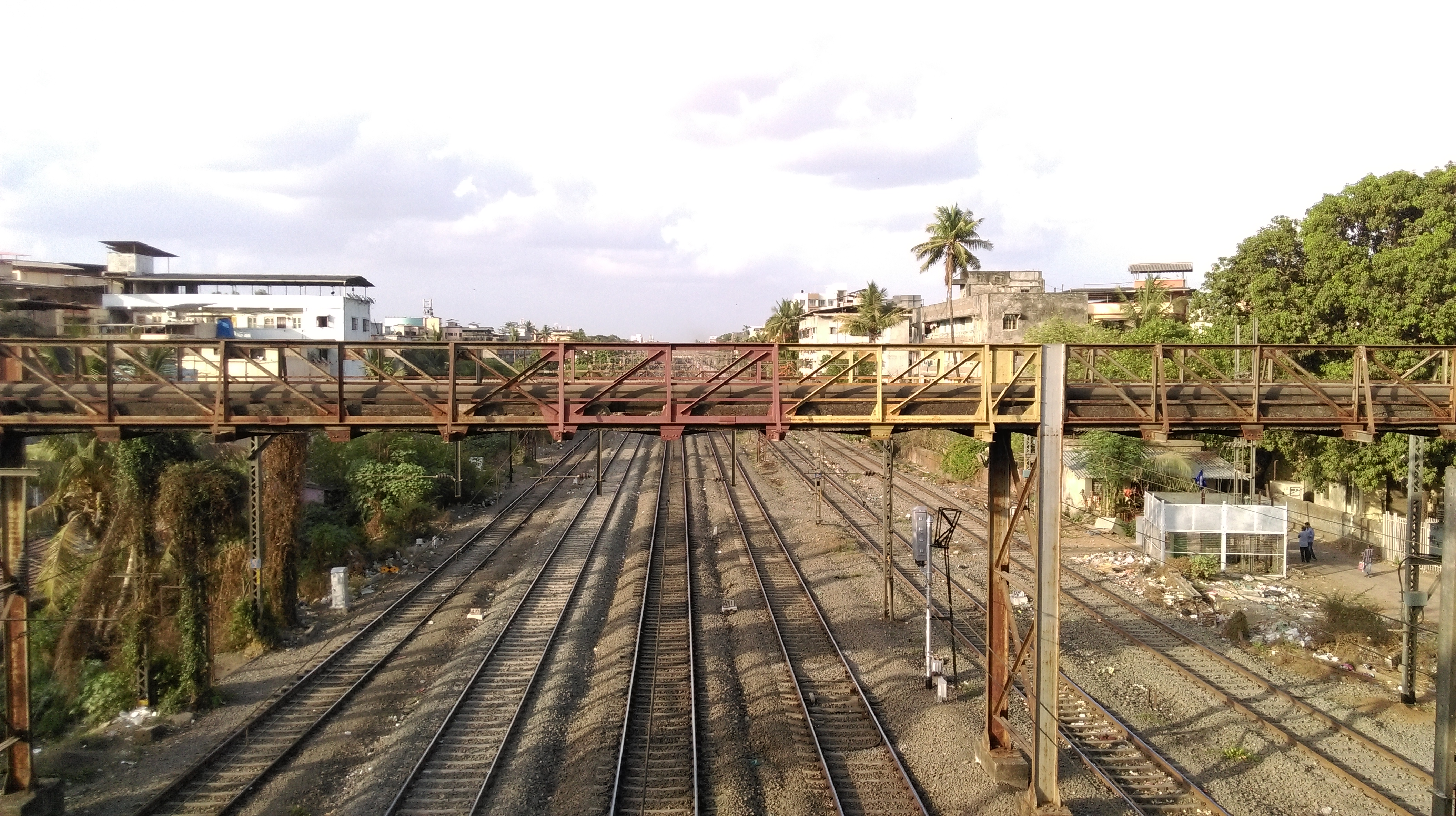
科帕尔站中央线轨道

## 链接
- indiarailinfo - 科帕尔站 （页面存档备份，存于）